# Quién me iba a decir
Quién me iba a decir es una canción interpretada por el artista español David Bisbal y que se publicó en 2006, en su tercer álbum de estudio Premonición.

## Historia
Fue grabada entre noviembre de 2005 y julio de 2006 en el puerto de Barcelona, España. Se publicó el 31 de julio de ese mismo año y fue el séptimo sencillo del cantante y el primero de su disco.
La canción llegó a ser número 5 en la lista de la cadena de radio fórmula española Los 40 Principales.

## Videoclip
El videoclip de la canción  el primero de David Bisbal, estrenado en agosto de 2006, se rodó en el puerto de Barcelona en España por el director Jaime Garcia (Jaime Realizador) 

## Listas
| Lista (2006)                  | Mejor posición |
| ----------------------------- | -------------- |
| Ibero America Hot 100 Airplay | 3              |
| Chile Top 100                 | 91             |
| US Billboard Hot Latin Songs  | 1              |
| US Latin Airplay              | 1              |
| US Billboard Hot 100          | 101            |
| Mexico Hot 100 Airplay        | 33             |

### Sucesión en las listas
| Predecesor: Ni una sola palabra de Paulina Rubio | U.S. Billboard Hot Latin Songs — Sencillo N.º 1 28 de octubre de 2006 - 3 de noviembre de 2006 | Sucesor: Pam Pam de Wisin & Yandel |

| Predecesor: Pam Pam de Wisin & Yandel | U.S. Billboard Hot Latin Songs — Sencillo N.º 1 - (segunda vuelta) 11 de noviembre de 2006 - 24 de noviembre de 2006 | Sucesor: A la primera persona de Alejandro Sanz |